# البارون جورج بريدجز رودني

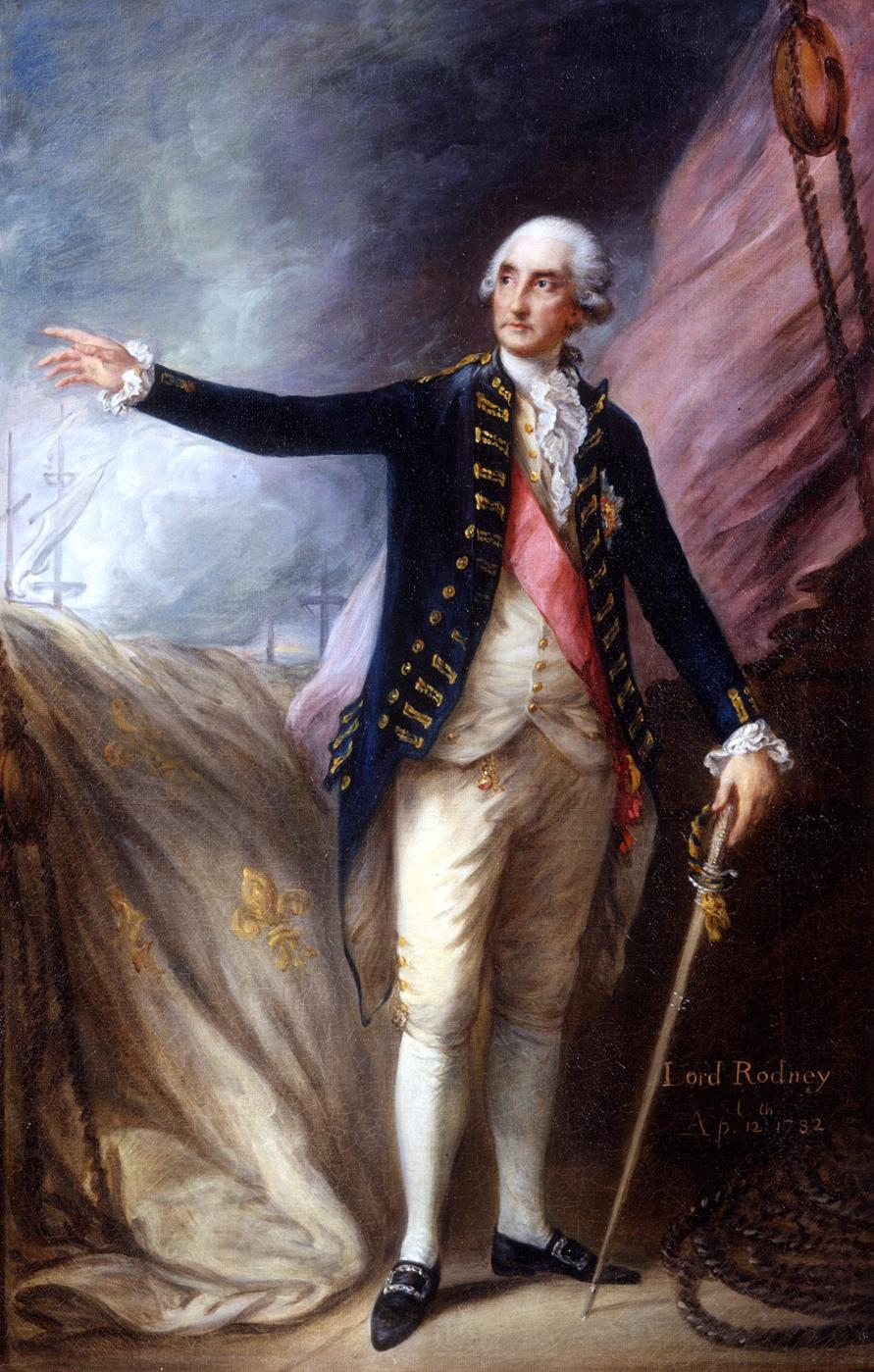
جورج بريدجز رودني في أحد معاركه ضد فرنسا

بدأ البارون جورج بريدجز رودني حياته إدارياً (1719م - 1792م) ·
فكان حكم نيوفاوندلاند من عام 1748م حتى 1751م ·
وفي تلك السنة بالذات انُتخب عضواً في البرلمان - في أثناء غيابه، ثم بعد أن غادر نيوفنلند، التحق بالاسطول ·
وبصفته أميرالاً خلال حرب السنوات السبع (1756م - 1763م) اشتهر رودني على نطاق واسع بعدد من المغامرات البطولية ·
استولى على سان فنسان، وغرناطة، ثم استولى على جزيرة المارتينيك، وفي السنة 1778م عينّ اميرالاً ·
وفي عام 1780م استولى على قافلة بحرية أسبانية بأسرها في عرض كاب فينيستير ، وبالقرب من رأس سان فنسان استولى أيضاً على سبع سفن أسبانية من إحدى عشرة سفينة كانت تؤلف قافلة بحرية أخرى ·
وكان الانتصار الذي تّوج حياته العسكرية في عرض دومينيكا في عام 1782م عندما حطّم اسطولاً فرنسيا بقيادة الأميرال دوغراس، وأسر دوغراس نفسه ·

## روابط خارجية
- البارون جورج بريدجز رودني على موقع الموسوعة البريطانية (الإنجليزية)